# Nelo lena
Nelo lena là một loài bướm đêm trong họ Geometridae.